# Lee Kyu-wan
Dans ce nom, le nom de famille, Lee, précède le nom personnel Kyu-wan.
Lee Kyu-wan, né le 15 novembre 1862 et mort le 15 décembre 1946, est un homme d'État coréen durant la dynastie Joseon et de la Corée du Sud. Membre du mouvement nationaliste, il est en exil au Japon entre 1884 et 1894, 1895 et en 1898. Il est gouverneur de la province de Gangwon entre 1907 et 1918. Il devient gouverneur de la province de Hamgyong du Sud en 1918, jusqu'en 1924.

## Œuvres
- Lee Kyu-wan ong Il-sa, Histoire biographique de la Lee Kyu-wan, 이규완옹일사 李圭完翁逸史, 1956